# Géza I của Hungary
Géza I (phát âm tiếng Hungary: [ˈɡeːzɒ]; tiếng Hungary: I. Géza; k. 1040 – 25 tháng 4 năm 1077) là Vua của Hungary từ năm 1074 cho đến khi qua đời. Ông là con trai cả của Vua Béla I. Với sự hỗ trợ của Đức, anh họ của ông là Salomon đã giành được vương miện khi cha Salomon qua đời năm 1063, buộc Géza phải rời khỏi Hungary. Géza quay trở lại cùng quân tiếp viện Ba Lan và ký một hiệp ước với Salomon vào đầu năm 1064. Trong hiệp ước, Géza và anh trai Ladislaus thừa nhận quyền cai trị của Salomon, đổi lại nhận được quyền cai trị công quốc cũ của cha họ, bao gồm một phần ba Vương quốc Hungary.
Salamon xâm lược công quốc vào tháng 2 năm 1074 và đánh bại Géza. Tuy nhiên, Géza đã chiến thắng trong trận chiến quyết định ở Mogyoród vào ngày 14 tháng 3 năm 1074. Ông nhanh chóng giành được ngai vàng, mặc dù Salomon vẫn duy trì quyền cai trị của mình ở các vùng Moson và Pressburg (Bratislava, Slovakia ngày nay) trong nhiều năm. Géza bắt đầu các cuộc đàm phán hòa bình với người anh họ đã bị truất ngôi của mình trong những tháng cuối đời. Vì các con trai của Géza còn nhỏ khi ông qua đời nên anh trai Ladislaus đã lên kế vị.